# Сулиновська волость
Сулиновська волость — селянська волость у складі Черкаського округу області Війська Донського з українським населенням. У 1920—1924 роках територія Сулиновської волості була у складі Донецької губернії УСРР.
За даними на 1873 рік у Сулиновській волості було 784 дворових садиб, 2 кибитки й 36 бездворових садиб; мешкало 5545 осіб (2865 чоловіків й 2680 жінок). Тоді до складу Сулиновської волості відносилися:
- Сулиновське селище (тепер Красний Сулін, адміністративний центр Красносулінського району) положене над річкою Кундрюча у 50 верстах від Новочеркаська й у 0,5 версті від залізничної станції Сулина налічувало 87 дворових садиб й 16 бездворових садиб; 654 осіб (337 чоловіків й 317 жінок);
- Скелевацьке (Скелювате, Великий Черевков) селище (тепер північно-західна місцевість Скелевацьке у Красному Сулині) було положене над річкою Гнилуша у 60 верстах від Новочеркаська й у 3 верстах від залізничної станції Сулина налічувало 98 дворових садиб; 767 осіб (409 чоловіків й 358 жінок);
- Жирово-Янове селище (тепер Яново-Грушівське у Октябрському районі) було положене над річкою Грушівка у 8 верстах від Новочеркаська й від залізничної станції Персіяновська налічувало 87 дворових садиб й 2 бездворові садиби; 552 особи (266 чоловіків й 286 жінок);
- Вербинське (Вербний, Малий Черевков) селище (тепер західна місцевість у Вербинське у Красному Сулині) було положене над річкою Кундрюча у 60 верстах від Новочеркаська й у 3 верстах від залізничної станції Сулина налічувало 49 дворових садиб; 425 осіб (208 чоловік й 217 жінок);
- Прохорово-Кундрючеське селище (тепер Прохорівка Красносулинського району) було положене над річкою Кундрюча у 60 верстах від Новочеркаська й у 7 верстах від залізничної станції Нагольна налічувало 57 дворових садиб; 378 осіб (195 чоловіків й 183 жінки);
- Гуково-Гнилушинське селище (тепер Гуково Красносулинського району) було положене над річкою Гнилуша у 75 верстах від Новочеркаська й у 15 верстах від залізничної станції Сулина налічувало 55 дворові садиби; 358 осіб (187 чоловіків й 171 жінка);
- Кисилеве селище (тепер Кисилеве Красносулинського району) було положене над річкою Кундрюча у 60 верстах від Новочеркаська й у 10 верстах від залізничної станції Сулина налічувало 41 дворову садибу й 9 бездворових садиб; 277 осіб (135 чоловіків й 142 жінки);
- Долотине селище (тепер хутір Долотинка Красносулинського району) було положене над річкою Мала Гнилуша у 60 верстах від Новочеркаська й у 5 верстах від залізничної станції Звірівська налічувало 36 дворових садиб; 262 осіб (146 чоловіків й 116 жінок);
- Павлівське селище (тепер Павловка Красносулинського району) було положене над річкою; Кундрюча у 65 верстах від Новочеркаська й у 15 верстах від залізничної станції Сулина налічувало 30 дворових садиб й 4 бездворових садиб; 229 осіб (117 чоловіків й 112 жінок);
- Замчалове селище (тепер східна місцевість міста Гуково район Алмазне) було положене над річкою Гнилуша у 65 верстах від Новочеркаська й у 4 верстах від залізничного полустанку Звірівське налічувало 33 дворові садиби, 2 кибитки й 2 бездворові садиби; 227 осіб (131 чоловік й 96 жінок);
- Мало-Гнилушинське селище було положене над річкою Мала Гнилуша у 60 верстах від Новочеркаська й у 7 верстах від залізничної станції Сулина налічувало 27 дворові садиби; 213 осіб (110 чоловіків й 103 жінки);
- Прохорово-Калиновсько-Осиновське (Осиново-Клиновське) селище (тепер хутір Русько-Прохорівський Красносулинського району) було положене над Осиновою балкою у 50 верстах від Новочеркаська й у 6 верстах від залізничного полустанка Звірівського налічувало 27 дворових садиб; 191 особа (100 чоловіків й 91 жінка);
- селище Велике Звіреве (тепер Велике Звєрєво Красносулинського району) було положене над річкою Мала Гнилуша у 60 верстах від Новочеркаська й у 8 верстах від залізничного полустанку Звірівське налічувало 25 дворових садиб; 161 особа (85 чоловіків й 76 жінок);
- селище Мале Киселеве (тепер Киселево Красносулинського району) було положене над річкою; Кундрюча у 60 верстах від Новочеркаська й у 10 верстах від залізничної станції Сулина налічувало 17 дворових садиб й 2 бездворові садиби; 127 осіб (62 чоловіків й 65 жінок);
- селище Кошкине (тепер хутір Новопавлівка Октябрського району) було положене над протокою Малого Несвітая у 45 верстах від Новочеркаська й у 15 верстах від залізничної станції Суліна налічувало 18 дворових садиб; 114 осіб (64 чоловіків й 50 жінок);
- Миколаївсько-Орловське селище (тепер Табунщиково Красносулинського району) було положене над річкою Грушівка при впливі річки Журавка у 40 верстах від Новочеркаська й у 10 верстах від залізничної станції Шахтинської налічувало 14 дворові садиби; 109 осіб (48 чоловіків й 61 жінка);
- Березівське селище було положене над річкою Березка у 70 верстах від Новочеркаська й у 7 верстах від залізничного полустанку Лиховського налічувало 19 дворових садиб; 95 осіб (55 чоловіків й 40 жінок);
- Гребцове селище (тепер хутір Гребцово у Родіоново-Несвітайському районі) було положене над річкою Великий Несвітай у 30 верстах від Новочеркаська й у 38 верстах від залізничної станції Сулина налічувало 14 дворових садиб; 94 особи (55 чоловіки й 39 жінок);
- селище Максимівка (3 1933 року селище Каменоломні, що тепер у Октябрському районі) було положене над річкою Грушівка у 25 верстах від Новочеркаська біля залізничної станції Максимівка (з 1902 року станція Каменоломні) налічувало 17 дворових садиб; 94 особи (57 чоловіків й 37 жінок);
- селище Мале Звіреве (тепер Мале Звєрєво Красносулинського району) було положене над Осиновою балкою у 65 верстах від Новочеркаська й у 3 верстах від залізничного полустанку Звірівського налічувало 13 дворових садиб; 82 особи (36 чоловіків й 46 жінок);
- селище Білгородцеве було положене над річкою; Кундрюча у 65 верстах від Новочеркаська й у 15 верстах від залізничної станції Сулина налічувало 11 дворових садиб й 1 бездворову садибу; 73 особи (34 чоловіків й 39 жінок);
- селище Попівка (тепер південний район міста Шахти Поповка) було положене над річкою Грушівка у 30 верстах від Новочеркаська й у 5 верстах від залізничної станції Шахтинська налічувало 9 дворових садиб; 63 особи (28 чоловіків й 35 жінок).